# جونتر اهلرز
جونتر اهلرز (بالألمانية: Guenter Ahlers) (و. 1934 – م) هو فيزيائي، وأستاذ جامعي من الولايات المتحدة الأمريكية. 
وهو عضواً في الأكاديمية الأمريكية للفنون والعلوم.

## جوائز
حصل على جوائز منها:
- جائزة ديناميات السوائل [الإنجليزية]‏ (2007)
- جائزة فريتز لندن التذكارية [الإنجليزية]‏ (1978).